# 4-Wheel Vibe
4-Wheel Vibe è il secondo album studio del gruppo pop punk statunitense Bracket, pubblicato nel 1995 da Hi-Rise Flat Records.

## Tracce
1. Circus Act - 3:43 (Bracket)
2. Cool Aide - 3:32  (Bracket)
3. Happy to Be Sad - 1:53  (Bracket)
4. John Wilke's Isolation Booth - 2:46  (Bracket)
5. Tractor - 2:47  (Bracket)
6. Green Apples - 2:02  (Bracket)
7. Closed Captioned - 3:47  (Bracket)
8. Trailer Park - 3:07  (Bracket)
9. Fresh Air - 2:29  (Bracket)
10. P.C. - 2:50  (Bracket)
11. G-Vibe - 2:07  (Bracket)
12. Warren's Song, Pt. 4 - 2:51  (Bracket)
13. 2 Hot Dogs for 99¢ - 1:50  (Bracket)
14. Metal - 1:27  (Bracket)
15. Pessimist - 2:11  (Bracket)
16. Lazy - 5:31  (Bracket)

## Formazione
- Marty Gregori - voce e chitarra
- Larry Tinney -  chitarra
- Zack Charlos - basso
- Ray Castro - batteria